# جون كارتر
جون كارتر (بالإنجليزية: June Carter) مغنية ومؤلفة أغاني أمريكية. ولدت عام 1929. وهي من عائلة كارتر التي لها باع طويل في موسيقى الريف، وأمها هب مايبيل كارتر، وكانت متزوجة من مغني الريف كارل سميث ثم تطلقت منه، قامت بجولات فنية مشتركة مع الفنان والمغني الأمريكي جوني كاش، وقاما بغناء عدة دويتووات. تزوجت من جوني كاش. وتوفيت في حزيران 2003، وتوفي بعدها بأربعة أشهر زوجها جوني كاش. استمرا بالعمل معاً لمدة 35 سنة.
قامت الممثلة الأمريكية ريز ويذرسبون بتجسيد دورها في الفيلم الذي يحكي قصة حياة جوني كاش في فيلم ووك ذا لاين (2005)، والذي استطاعت أن تفوز من خلاله بجائزة الأوسكار لأفضل ممثلة.

## روابط خارجية
- جون كارتر على موقع IMDb (الإنجليزية)
- جون كارتر على موقع الموسوعة البريطانية (الإنجليزية)
- جون كارتر على موقع ألو سيني (الفرنسية)
- جون كارتر على موقع ميوزك برينز (الإنجليزية)
- جون كارتر على موقع أول موفي (الإنجليزية)
- جون كارتر على موقع قاعدة بيانات برودواي على الإنترنت (الإنجليزية)
- جون كارتر على موقع قاعدة بيانات الأفلام السويدية (السويدية)
- جون كارتر على موقع إن إن دي بي (الإنجليزية)
- جون كارتر على موقع أول ميوزيك (الإنجليزية)
- جون كارتر على موقع ديسكوغز (الإنجليزية)
- جون كارتر على موقع ديسكوغز (الإنجليزية)